# Dolichopoda hussoni
Dolichopoda hussoni — вид прямокрилих комах родини рафідофоріди (Rhaphidophoridae). Вид є
троглодитом, тобто постійним мешканцем печер.

## Поширення
Вид зустрічається у печерах на заході Греції та суміжних з нею районах Македонії. Голотип знайдено у печері Мегалу Александру (печера Олександра Великого).